# Vaumort
Vaumort település Franciaországban, Yonne megyében. Lakosainak száma 345 fő (2022. január 1.). Vaumort Les Bordes, Cerisiers, Dixmont, Noé és Les Vallées de la Vanne községekkel határos.

## Népesség
A település népessége az elmúlt években az alábbi módon változott:
| Lakosok száma | 354  | 354  | 369  | 364  | 356  | 349  | 341  | 338  | 345  |
|               | 2013 | 2015 | 2016 | 2017 | 2018 | 2019 | 2020 | 2021 | 2022 |